# Araiya
Genre
Araiya est un genre d'araignées aranéomorphes de la famille des Anyphaenidae.

## Distribution
Les espèces de ce genre se rencontrent en Argentine et au Chili.

## Liste des espèces
Selon World Spider Catalog (version 17.5, 24/09/2016) :
- Araiya coccinea (Simon, 1884)
- Araiya pallida (Tullgren, 1902)

## Publication originale
- Ramírez, 2003 : The spider subfamily Amaurobioidinae (Araneae, Anyphaenidae) : a phylogenetic revision at the generic level. Bulletin of the American Museum of Natural History, no 277, p. 1-262 (texte intégral).